# Хунцзеху
Гонцегу (кит.: 洪澤湖) — четверте за розміром прісноводе озеро у Китаї, на Китайській низовині, на висоті 12 м; площа змінна, до 3780 км². По північно-західному берегу озера проходять кордони провінцій Цзянсу та Аньхой. На березі озера розташовані два міста Суцянь та Хуай'ань.
В давнину озеро було набагато менше (близько 1,960 км²), але площа його збільшилась після того як річка Хуанхе в 1100-тих змінила свій потік і стала впадати в нього.